# Миккельсен, Петер
Петер Миккельсен (дат. Peter Mikkelsen; 1 мая 1960, Копенгаген — 30 января 2019) — футбольный арбитр из Дании. Наибольшую известность ему принесло судейство 5 матчей в рамках чемпионата мира. Два из них проходили в рамках чемпионата мира 1990 и три из них в рамках чемпионата мира 1994. Он также судил два матча Лиги чемпионов УЕФА, а также Чемпионат Европы по футболу 1992 и Чемпионат Европы по футболу 1996.

## Карьера

### Чемпионат мира 1990
- Германия —  Югославия 4:1 (групповая стадия)
- Англия —  Бельгия 1:0 (1/8 финала)

### Чемпионат Европы 1992
- Нидерланды —  СНГ 0:0 (групповая стадия)

### Чемпионат мира 1994
- Испания —  Республика Корея 2:2 (групповая стадия)
- Швейцария —  Колумбия 0:2 (групповая стадия)
- Нидерланды —  Ирландия 2:0 (1/8 финала)

### Чемпионат Европы 1996
- Болгария —  Румыния 1:0 (групповая стадия)